# Florian Ratajczyk
Florian Ratajczyk (ur. 1929) – polski inżynier optyk. Absolwent Politechniki Wrocławskiej. Od 1977 profesor na Podstawowych Problemów Techniki Politechniki Wrocławskiej.